# 北野元
北野 元（きたの もと、1941年1月1日 - ）は、元レーシングライダー、元レーシングドライバー。京都府京都市出身。
かつて高橋国光・黒澤元治と共に日産自動車追浜ワークスの三羽ガラスなどと呼ばれたこともある。
現在は板橋区の川越街道沿いにてオートバイ用のタイヤを扱うタイヤショップ『ウルフ・モト』を経営。ツインリンクもてぎ内の博物館ホンダコレクションホールに動態保存されている多くの2輪・4輪のレース用マシンを、イベントなどで走らせるドライバー役も務める。愛称キタさん（北さん）。血液型O型。

## 経歴

### 2輪ライダー時代
1959年4月に大阪の信太山で開催された「第1回全日本モトクロス競技大会」でデビューし、オープンレースで優勝を飾る。
同年8月の第2回全日本クラブマンレース（アマチュアが対象）に出場。一般市販車のホンダ・ベンリィスーパースポーツCB92で125ccクラスに、市販レーサーであるドリームスーパースポーツCR71で250ccクラスに出場し、両クラスで優勝する。同レースと併催だった第3回浅間火山レース（ワークスチームが対象。このレースでのカテゴリー名は耐久レース）125ccクラスにも招待され、市販マシンCB92でホンダのワークス勢を抑えての優勝を果たす（1レースで3勝）。浅間火山レースの250ccクラスにも招待されていたが、このレースには出走していない。125ccに続き250ccクラスでもホンダワークスが負けては困ると、ホンダから北野に対し出場を控えるよう要請があったのではないか、という説もある。（CR71は市販車だが、このレースでホンダ系チーム／ライダーに貸与され、市販バージョンとはキャブレターなどが異なっていたらしい。「別冊オールドタイマー」 No.20）。
これらの活躍で一躍注目の的となり、高橋国光や伊藤史朗と並び、若き天才ライダーと呼ばれた。
翌1960年にホンダワークスに加入。わずか19歳で世界最高峰の難レースと言われたマン島TTレースに出場したのを始め、世界グランプリ（WGP）レースに出場し活躍する。
1961年初めのデイトナスピードウィーク・US（アメリカ）GP（世界GPではないノンタイトル戦）250ccクラスで、マイク・ヘイルウッド（モンディアル）や伊藤史朗（ヤマハ）などの強豪を破り独走優勝。世界GP戦ではないものの、これは日本の選手および自動車（2輪4輪）メーカーにとって海外ビッグレース初優勝だった。
ただし同じ1961年のマン島TTの練習時に転倒し重傷を負ってしまい、同年の大半を治療等に費やす結果になった。以後、この事故による重い後遺症を抱えた状態でレース活動を行うことになった。
その後もホンダワークスライダーとして世界GPに出場するが、目立った成績を残していない。

### 4輪レーサー時代
1964年5月、鈴鹿サーキットで行われた4輪レースの第2回日本グランプリに、ホンダワークスドライバーの一員としてS600で出場。北野は予選前日に150R（現在の130R）で大クラッシュを喫したが、同じチームの外国人ドライバーロニー・バックナム（ホンダF1の初代ドライバー）に次ぐ2位でレースを終えている。
1965年、ホンダ2輪チームの先輩である田中健二郎に誘われる形で、同チームの高橋国光とともにホンダから日産の追浜ワークスに移籍。以降は4輪ドライバーとして活躍する。フェアレディ1600やブルーバードでレースに出場し、日産に移籍した初戦（1965年5月の第2回クラブマン鈴鹿ミーティングレース）でフェアレディで2位に入る。
1966年の第3回日本グランプリでは、フェアレディSに乗り、雨の予選で2番手を約15秒離して堂々のポールポジションを獲得した（決勝はリタイア）。
1967年1月の全日本自動車クラブ対抗レース大会で優勝（ブルーバードSSS）。同年3月の第2回ダイヤモンドトロフィーレース大会で優勝（フェアレディ1600）。同年5月の第4回日本グランプリでは、初めて乗ったミッドシップの本格的なプロトタイプ日産・R380AーIIに苦戦しながらも4位入賞。
1968年の「'68日本グランプリ」において日産・R381で念願のビッグレース総合優勝を果たし、名実ともに一流ドライバーの仲間入りをする。
1969年の「'69日本グランプリ」で日産・R382に乗り、同じR382の黒澤元治に次いで2位。1970年6月の「富士300マイル」でR382に乗り優勝。ただし折からのオイルショックや排ガス規制の波によって日産がレース活動を縮小したため、日産製プロトタイプマシンでの活動はこの70年が最後になってしまった。
その後はツーリングカーやGTカーを主体にレース活動を継続する。フェアレディZ432では、同車のデビュー戦となった1970年鈴鹿300kmレースでリタイヤに終わったものの、その走りは先輩である田中健二郎から絶賛された。フェアレディ240Zでは、1971年の全日本ドライバー選手権で土付かずの年間チャンピオンを獲得。1972年9月3日の「富士インター200マイルレース」ではスカイライン2000GT-Rに乗り、マツダサバンナRX-3の従野孝司と争い、52勝目の勝利をGT-Rにもたらした。サニーエクセレントでは、1972年の日本グランプリでスタート直後の大事故で多くのサニー勢がリタイヤした中、たった一台でトヨタ勢と走った。そのほかブルーバード、チェリーなど多くのマシンで数多くの優勝、入賞を果たしている。
1973年中盤からは富士グランチャンピオンレース（通称・富士GC）や全日本F2000（後の全日本F2）に進出。チーム体制やマシンのポテンシャルの問題から苦戦を強いられることが多かった（両シリーズ合わせて最高位2位）ものの、常にトップドライバーと見なされていた。
1974年6月2日の富士GC第2戦で、第2ヒートのスタート直後に黒澤元治と接触。北野のマシンは制御不能となりコース上を横切り複数のマシンと衝突し、結果として4台のマシンが炎上。その内風戸裕・鈴木誠一が死亡する大事故の一因になってしまった。ただし黒澤が北野に接触したのが原因であり、北野に責任はないと見る向きが多い。この事故で黒澤は書類送検され（後に不起訴）JAFのレーシングライセンスも停止されたが、北野には何らの処分も下っていない。
1978年の「78JAF富士グランプリ」での6位を最後に一度現役を引退。以後、2輪用タイヤショップを経営。
1987年の全日本ツーリングカー選手権（いわゆるグループA）に、レイトンハウスのスカイラインRSターボで出場（コンビを組んだのは影山正彦）。
1988年、日産ワークスの後輩である星野一義主宰のホシノ・レーシングからレースに参戦。和田孝夫とコンビを組み、スカイラインGTS-Rで全日本ツーリングカー選手権に参戦。1989年は星野と組んで1年間出場し、西仙台ハイランド300kmレースでは17年ぶりに総合優勝している。この年が最後のレース参戦となり、現役生活から完全引退した。

### 引退後
現在では東京・板橋で二輪タイヤショップ「ウルフ・モト」のオーナーとして、そのオートバイに合ったベストなタイヤ選択と安全に速く走る方法を顧客に伝えている。
近年、ニッサンが年に一度開催する「NISMO FESTIVAL」で、往年のマシンをデモ走行させている。2003年はスカイライン2000GT-Rレーシング仕様、2004年はレストアを終えたR382（ただしゼッケン21の黒澤元治仕様）、フェアレディ240Z（当時テスト用として使われていたマシンとされる）、2005年は北野が「'68日本グランプリ」で総合優勝したニッサンR381（ゼッケン20）を走らせている。

## 特徴
4輪時代は黒いジェット型ヘルメットに口ひげがトレードマーク。右側に少し首を傾げてドライブするのも特徴で、ツーリングカーでは右手を窓枠にかけ、しばしば片手ハンドルを行っていた。マン島TTレースで重傷を負った際の後遺症のためと言われる。
日本の4輪レースでフルフェイス型ヘルメットが初めて使用されたのは、1969年の日本グランプリにおける日産チームだったと言われる（元祖フルフェイスであるベルのヘルメットを、日産がワークスドライバーに支給）。ほとんどのドライバーが喜んでフルフェイスを使用する中、北野は「重く違和感がある」とジェット型ヘルメットに固執し、結果として同レースでは2位入賞。その後レース界はフルフェイス型が完全に主流になったが、1970年代中盤でも北野はジェット型を使用し続けていた。とはいえ北野は70年6月に行われた全日本富士300マイルで、白地に黄色い横のストライプの入ったフルフェイスをかぶって、黒澤元治とともにニッサンR382をドライブし優勝。1975年シーズンからは黒のフルフェイスを着用した。
高橋国光などと並び天才肌と称されたが、周囲の同年代よりも早めにトップカテゴリーから引退しているため、やや地味なイメージになっている面もある。しかし当時を知る関係者や、近年のメモリアルイベントの現場で直に接した人々の間では、「あれだけの実績があるのに偉ぶらず親切で礼儀正しい人」と非常に人気が高い。先輩である田中健二郎も「北野は向こうっ気が強い面もあったが、仲間やライバルが事故でコースアウトしていたりすると、すぐにマシンを止め真っ先に救助に駆け付ける男でもある」と評している。砂子義一、片山義美、漆原徳光、高原敬武、星野一義、菱木哲哉なども北野の人柄を称えている。
レースでは誰よりも激しい走りを見せ全盛期の星野一義をも驚かせた北野だが、オーナーであるタイヤショップを訪れる一般ライダーには「タイヤの馴らしが終わるまで絶対に無理するなよ、スピードは控えめにしろよ、他人にいい格好を見せようとしちゃ駄目だよ」などと、元世界GPライダーとは思えない（逆に言えば危険な領域を知っているからと思われる）安全第一の丁寧なアドバイスを送ることで知られている。

## レース戦績

### 全日本F2000選手権
| 年     | チーム                     | マシン         | エンジン  | 1   | 2     | 3     | 4   | 5   | 6   | 7   | 8   | 順位 | ポイント |
| ------ | -------------------------- | -------------- | --------- | --- | ----- | ----- | --- | --- | --- | --- | --- | ---- | -------- |
| 1974年 | 教育ドックNISCAIT RACING   | マーチ・742    | BMW M12/6 | SUZ | SUZ   | SUZ 2 | SUZ |     |     |     |     | 5位  | 10       |
| 1975年 | Japan Racing Development   | ブラバム・BT40 | BMW M12/6 | FSW | SUZ   | FSW   | SUZ | SUZ |     |     |     | 13位 | 6        |
| 1976年 | コジマエンジニアリング     | マーチ・752    | BMW M12/7 | FSW | SUZ   | FSW   | SUZ | SUZ |     |     |     | 11位 | 8        |
| 1977年 | ホットスタッフ・レーシング | マーチ・752    | BMW M12/7 | SUZ | SUZ   | NIS   | SUZ | FSW | FSW | SUZ | SUZ | 14位 | 6        |
| 1978年 | テクニカ NOVA              | ノバ・512B     | BMW M12/7 | SUZ | FSW 6 | SUZ   | SUZ | SUZ | NIS | SUZ |     | 14位 | 6        |

### 全日本ツーリングカー選手権
| 年     | チーム              | コ.ドライバー | 使用車両                   | クラス | 1       | 2       | 3      | 4       | 5       | 6       | 順位 | ポイント |
| ------ | ------------------- | ------------- | -------------------------- | ------ | ------- | ------- | ------ | ------- | ------- | ------- | ---- | -------- |
| 1987年 | レイトンハウスIMPUL | 影山正彦      | 日産・スカイラインRSターボ | Div.1  | MIN     | SEN 10  | TSU 21 | SUG Ret | FSW Ret | SUZ 9   | 54位 | 6        |
| 1988年 | TEAM IMPUL          | 和田孝夫      | 日産・スカイラインGTSｰR    | JTCｰ1  | SUZ     | NIS Ret | SEN 3  | TSU Ret | SUG 4   | FSW Ret |      |          |
| 1989年 | TEAM IMPUL          | 星野一義      | 日産・スカイラインGTSｰR    | JTCｰ1  | NIS Ret | SEN 1   | TSU 4  | SUG Ret | SUZ 6   | FSW Ret |      |          |

## エピソード
- 元日に生まれたことから「元」(もと)と名付けられた。イタリア語やドイツ語で「moto」はオートバイを意味するので、ヨーロッパでは2輪車から生まれた男と思われていた[15]。
- ホンダ世界GPチーム監督だった河島喜好は「世界のトップクラスの壁を破る技術面に関しては、高橋国光よりも北野元の方が時期的には早かった」と評している。[16]
- 高橋国光は「北野君のようなマシンの切り方ができるドライバーは他に誰もいなかった。自分を天才だとは思わないが、北野君や伊藤史朗君は天才でしょう」、「僕と北野君の違いは、僕は（世界GPで）たまたま結果が出た。北野君はたまたま結果が出なかった、ただそれだけ」と北野を高く評している[17]。
- 日産ワークスで同僚だった砂子義一は「日産系ドライバーで一番天才的だったのはキタさんだろう。マシンにポンと乗ってバーッと走ればバンッと速いタイムが出る。キタさんに一番近かったのは長谷見」「伊藤史朗とキタさんは同じぐらい凄い天才」と証言している[14]。
- マツダワークス総大将の片山義美は「キタさんがマン島で怪我をしてなかったら本当に“世界のキタノ”だったろう。あれほど重いハンデがあってもあんなに速かったのだから、怪我をしていなかったらどれほど速かったのか恐ろしい」と語っている[14]。
- 1960年のホンダワークス入りから、ニッサン追浜ワークスに所属した期間もずっと同じチームに所属した高橋国光とは一度も口を利いたことがなく、初めて口を利いたのはグループAに復帰（1987年）してからだと語っている[18]。 同格のトップドライバーだった現役時代は、お互いに意識し合っていて素直になれなかったのだという。雑誌でのインタビューに「ケンカもしなきゃ言葉も交わさないし目も合わせない。仲が悪いというんじゃない。ライバルというのはそういうもの」[19]、「…同じところへ泊まって同じ釜の飯食べて、でもあんまり目と目を合わせない。そういう写真がいっぱいある。彼がこっち見て、僕があっち見てるって感じで。」[20]と語っている。ただし「北野と高橋が現役時代に口を利いたことがない」という件に関し、日産ワークスの後輩だった都平健二や長谷見昌弘は「そんなことはありませんよ」（会話はあった）と語っている[21]。
- 三菱ワークスドライバーだった望月修がF2マシンを横転させ下敷きになった際、北野は一番先に現場に駆け付けて救助に当たった[19]。同じ日産の黒澤元治がテスト中にコースアウトしマシンを横転させた際も、コース脇の草むらをかき分け最初に救助に駆け付けたのは北野だった。
- 1972年9月3日の富士インター200マイルレースでは、従野孝司のマツダ・サバンナを徹底的にブロックして優勝したが、レース後に従野の母が北野のもとを訪れ「息子にレースというものの厳しさを教えてくださってありがとうございました」と挨拶してきたという[22]。
  - この富士インター200マイルレースの後、従野の実兄である片山義美が抗議（またはブロックの仕返しの通告）に訪れた際、他の日産勢はどこかに消えてしまったが、北野だけは逃げずに片山の話を聞いたという[23]。
- 1974年6月2日のGC第2戦での大クラッシュの直後、難を逃れて周回してきたマシン群を停車させようとコース中央に仁王立ちした。この時、主催者側から赤旗が提示されていたと言われている[24]。高橋国光を先頭としたマシン群は、北野の制止があったものの、その後に2周ほど周回してからピットインしている。
- 左手の人差し指がないというハンディを持ってレース活動を行っていた。2輪ホンダワークス所属時にトレーニング中のアクシデントで指を負傷したが、直後のレースに支障が出ないよう治療を諦め、あえて切断という選択をしたと言われる。
- 北野より7歳若い星野一義は、日産ワークスの先輩である北野を尊敬し憧れていた。北野の技量の高さだけではなく、人柄にも惚れており深く慕っていた[14]。1989年の全日本ツーリングカー選手権に北野と共に参戦することになった際星野は「ボクが一番尊敬している先輩とのコンビです」とコメントしている[25]。また星野は「俺は練習して練習してレースをしていたが、北野さんは市販マシンでワークスマシンに勝っちゃう人。俺とは全然モノ（才能）が違う」「どの先輩も尊敬できるが北野さんは（胸の辺りを指して）ここが一番良い人」と語っている[14]。
- 1998年にオランダのアッセンで行われたイベントの際、カルロ・ウッビアリが「キタノ、キタノ」と呼んで北野を探し出し、抱き寄せて離さなかったという。北野は「ウッビアリさんは1960年のベルギーノンタイトル戦で俺に負けたことを憶えていてくれた[26]。偉大なチャンピオンに認めてもらったと誇りに思っている」と語っている[27]。